# Jean Terrien
Jean Terrien dit Cœur de Lion, né à La Rouxière en 1766 et mort à Nantes en 1855, est un chef chouan pendant la Révolution française.
Il était l'aïeul de l'écrivain et journaliste Pierre Péan (1938-2019) qui lui consacra un livre intitulé « Les Chapellières : une terre, deux destins en pays chouan ».

## Biographie
Jean Terrien est le fils de Mathurin Terrien, laboureur, et de Marie Moreau.
Au début de la Révolution, jeune séminariste, il se trouve contraint de quitter le séminaire Saint-Clément de Nantes en mai 1791 à la suite de la proclamation de la Constitution civile du clergé.
En 1793, il rejoint les Insurgés et prend part à la Chouannerie. Il rallie Bonchamps à Saint-Florent-le-Vieil et devient rapidement officier, se distinguant au combat de Coron et est blessé aux Ponts-de-Cé. À la tête de sa compagnie, il est envoyé avec Guillaume Plouzin prendre la commune de Varades afin de faciliter le passage de l'armée au-delà de la Loire. Il participe sous les ordres du comte d'Autichamp à toute la virée de Galerne jusqu'à la bataille de Savenay. Réfugié dans les forêts de Châteaubriant, chef des insurgés chouans du district de Châteaubriant, il y organise le mouvement.
Colonel de l'Armée catholique et royale du Maine, d'Anjou et de la Haute-Bretagne, le général de Scépeaux le délègue au traité de la Mabilais, dont il est l'un des signataires.
Il reprend les combats dès juillet 1795, notamment contre les troupes du colonel Arnould Muscar et du capitaine Joseph Léopold Sigisbert Hugo, puis contre celles du général Humbert lors de la bataille d'Auverné.
Le 15 avril 1796, il est fait chevalier de l'ordre de Saint-Louis.
Vivant toujours dans la clandestinité, il épouse, le 20 novembre 1797 au Grand-Auverné, Jeanne Grimaud, fille de Jean Grimaud et de Marie Bourdel. Il épouse sa fille avec Hyacinthe Jean René Huguenin, fils de Jean Prudent Huguenin, ancien capitaine chouan qui deviendra maire de Riaillé (1825-1829), et d'Eulalie Renée Monnier.
Il devient par la suite marchand de bois à Nantes, rue du Marais, à partir de 1803.
Durant les Cent-Jours, il rassemble dans une sorte de garde des jeunes gens des environs de Châteaubriant qui refusent de servir dans la nouvelle armée de Napoléon Bonaparte.
Sous la Restauration, il obtient également une pension de 1 200 francs ainsi qu'une place de percepteur à Riaillé. En 1821, il est anobli par lettres du roi Louis XVIII.
En 1831, à la suite de la révolution de Juillet, il confie à la famille Defermon sa volonté de reprendre les combats, ce qu'il fait dans la région de Châteaubriant-Riaillé en 1832, à l'appel de la duchesse de Berry, afin de défendre les droits du duc de Bordeaux contre Louis Philippe. Il prend part au combat de Colombeau.
En février 1834, il est acquitté par la cour chargée de juger les insurgés.